# Pharus
Pharus  es un género de plantas de la familia de las gramíneas o Poáceas.  Comprende 23 especies distribuidas en América del Norte y Sudamérica.

## Descripción
Comprende plantas perennes, erectas o decumbentes. Son monoicas, con flores masculinas y femeninas en la misma inflorescencia. Presenta un androceo con 6 estambres y un gineceo con tres estigmas, plumosos o -más generalmente- pubescentes. La inflorescencia es una panoja.

## Etimología
El nombre del género deriva de la palabra griegapharos (tela o manto), quizá en alusión a sus hojas anchas.

## Especies
- Pharus ecuadoricus Judz.
- Pharus glaber Kunth
- Pharus longifolius Swallen
- Pharus mezii
- Pharus parvifolius Nash